# 坪

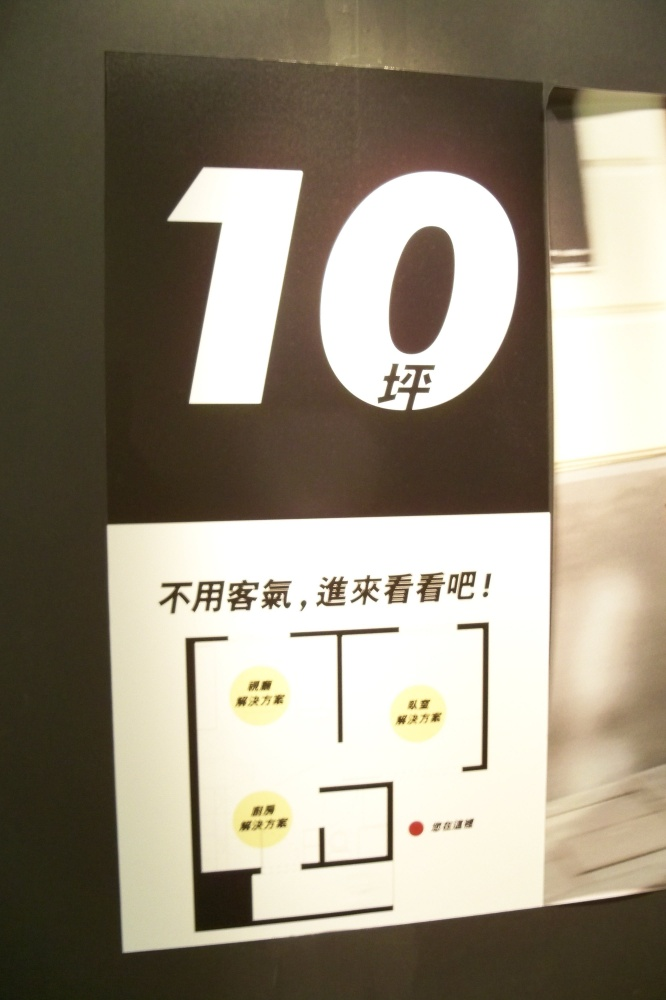
以「坪」為面積單位的IKEA家具空間展示

坪（中文：ㄆㄧㄥˊ/píng），源于中国，发展于日本传统计量系统尺貫法的面積單位，主要用於計算房屋、建築用地之面積，主要应用于日本、臺灣和朝鮮半島。在明治时期的度量衡法中，1坪被定义为边长为6日尺（1间）的正方形的面积，等於400/121（约3.305785124）平方米。

## 起源及定义
「坪」源于与其等值的面积单位“步”。步是中国古代单位，周代时步是表示成年男子两个步幅的距离的长度单位（先迈出右脚，再迈出左脚，则一步指起点到左脚的距离），边长为一步的正方形的面积也被称为“步”，是面积单位“步”最早的起源，当时一步的面积要小于现在的面积，后来演变为等于边长6尺的正方形的面积。
日本對「坪」的使用可以追溯到奈良時代。西元757年制定的《養老律令》中，規定了徵稅田地面積等的法律規定，「一段長30步寬12步」一段是30步 x 12步，即360步的面積。一般認為， 1步讀作“ hitotsuho”而不是“ ichibu”，這是1「坪」的起源。
在江戶時代，1坪的面積等於2塊標準疊蓆（榻榻米）面積。而根據日本人對疊蓆的嚴格規定，2塊疊蓆合起來就是一個邊長一間（即6日尺）的正方形。
明治时期，日尺的长度为10/33米，从而造成了1坪 = 400/121平方米的现状，其计算过程如下：
1 坪 = 6 日尺 × 6 日尺 
{\displaystyle =({\frac {6\times 10}{33}})^{2}} 平方米
{\displaystyle ={\frac {400}{121}}} 平方米 ≈ 3.305785平方米
而1平方米 = {\displaystyle {\frac {121}{400}}} 坪 = 0.3025坪

## 相关单位
坪或者步是日本尺貫法中面积的基本单位，其他面积单位与坪的关系为：
- 合 -- 1合 = 0.1坪
- 勺 -- 1勺 = 0.1合
- 畝 -- 1畝 = 30坪 = 約99.174平方米 = 約1公亩（a）
- 反（段） -- 1反 = 10畝 = 約991.74平方米 = 約10公亩
- 町（町歩） -- 1町 = 10反 = 約9917.4平方米 = 約1公顷（ha）

由于畝、反、町的值与1公亩、10公亩、1公顷的值非常相近，所以面积单位到米制的过渡在日本比较顺利。相較之下，坪就無法順利換算成米制。
房子要裝潢、施工都需要丈量， 就會出現公制、臺制單位混淆不清， 在此列出一些常見的計算方式：
計算方式
⑴坪數 = 長公尺×寬公尺×0.3025 
⑵坪數 = 長公分×寬公分÷32400
⑶1坪 = 180公分×180公分 = 32400 平方公分
⑷1坪=6台尺×6台尺 = 36才 (適用於地坪、磁磚、布料等施工單位)

## 与“平”的区别
在中国大陆，口语中常使用píng（ㄆㄧㄥˊ）作为房屋和建筑的面积单位，但指代的並非“坪”而是“平”（或“平米”），指的是“平方米”(m2)。
1坪≈3.3平（方公尺），3坪≈10平（方公尺）。

## 日本之外
坪原本是根据日本特有的疊蓆（榻榻）来定义的单位，原來在没有这个定义基础的台湾和韩国，由於分別在1895年乙未割臺及1910年日韓合併成為日本領土，坪也被引進並广泛使用。台湾和韩国使用的「坪」，与日本等值。

### 台灣
1945年日本二戰投降，國民政府接收臺灣，曾規定以平方公尺做為法定計算單位。但除了部分政府公文及產權登記使用「平方公尺」，臺灣人仍普遍以「坪」計算房屋和建筑面积，民間交易都以「坪」計算，就算是建商廣告甚至是公家的文宣皆以坪作為單位。

### 韓國
1961年韓國頒佈計量法，規定用國際單位制（公制）公尺，但實際的土地、建築物買賣仍經常用坪做單位，直至2007年7月韓國政府修訂計量法，繼續用「坪」等單位要罰錢，但民間一樣照用。
1坪≈3.3平（方公尺），3坪≈10平（方公尺）。